# Михаил (Чавдаров)

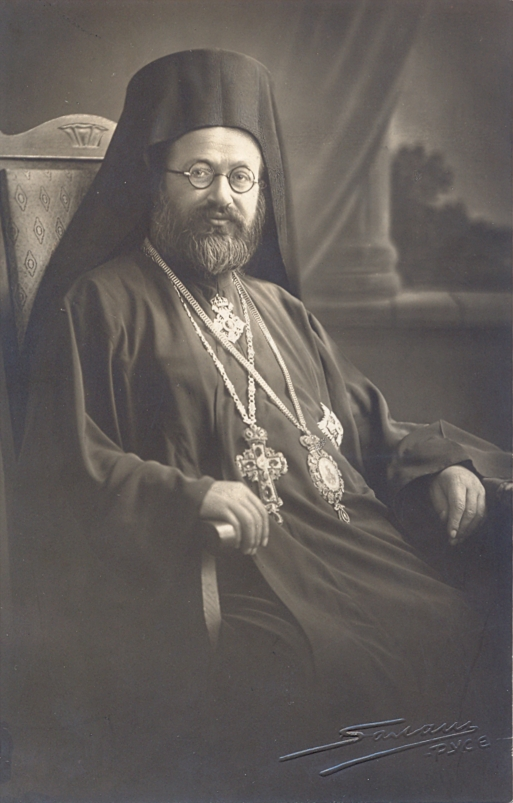

Митрополит Михаил (в миру Димитър Тодоров Чавдаров; 6 апреля 1884, Калофер — 8 мая 1961, София) — епископ Болгарской православной церкви, митрополит Доростольский и Червенский.

## Биография
Родился 6 апреля 1884 года в городе Калофер в семье на Тодора Драганова Чавдарова и Парашкевы Аврамовой.
Успешно окончил первоначальное образование в родном Калофере. В 1896 году вместе с семьёй переехал в Софию, где окончил ючбунарскую прогимназию.
Осенью 1898 году, по прохождении вступительных испытаний, был принят учеником в Самоковское богословское училище, которое закончил в 1902 году первым учеником.
С 15 августа 1902 года по 6 август 1906 года служил писарем Варненско-Преславской митрополии.
Осенью 1906 году со стипендией, отпущенной от Священным Синодом, уехал в Россию, где поступает в Киевскую духовную академию.
Ещё более усилило его решимость получение стипендии по случаю 25-летнего юбилея Екзарха Болгарского Иосифа. В 1910 году оканчивает академию со степенью кандидата богословия.
После этого возвращается в Болгарию, где с 1910 до конца июля 1912 года был учителем-возпитателем в Софийской духовной семинарии.
24 декабря 1911 года в семинарском храме святого Иоанна Рыльского пострижен в монашество с именем Михаил тогдашним ректором епископ Величким Неофитом. На следующий день тем же епископом рукоположен в сан в иеродиакона.
1 августа 1912 года в варненском кафедральном храме Успения Пресвятой Богородицы митрополитом Варненским и Преславским Симеоном рукоположён в сан иеромонаха.
В тот же день назначен протосингелом Варненско-Преславской митрополии и исполнял эту должность должность до 17 августа 1923 года. Будучи протосингелом в Варне, принимал деятельное участие в Церковно-народном соборе в 1921—1922 годы.
6 января 1915 года по решению на Священного Синода был возведён в сан архимандрита от митрополитом Симеоном.
17 август 1923 года архимандрит Михаил назначен ректором на Софийской духовной семинарии и оставался в таковой должности до августа 1926 года.
28 апреля 1924 года в варненском катедральном храме Успения Пресвятой Богородицы был хиротонисан во епископа титулом Величский. Хиротонию совершили Митрополит Варненский и Преславский Симеон, митрополит Старозагорский Павел и епископ Левкийский Варлаам.
С 1 сентября 1926 года по 3 апреля 1927 года являлся викарием митрополита Варненскиого и Преславского Симеона.
3 апреля 1927 года был избран, а 10 апреля того же года канонически утверждён митрополит Доростольским и Червенским.
Будучи епархиальным архиереем, был инициатором множества благотворительных и культурно-просветительских начинаний как в своей епархии так и вне её.
Был почётным председателем Болгарского красного креста в Софии, а с 1927 года до 1944 года был и председателем на Болгарского красного креста в Русе.
В 1947—1950 года протосингелом Митрополита Михаила был архимандрит Максим (Минков), будущий патриарх Болгарский.
С 8 ноября 1948 года до 4 января 1949 года митрополит Михаил являлся наместником-председателем Священного Синода, то есть главой Болгарского экзархата.
Митрополит Михаил опубликовал немало статей и докладов в Церковном вестнике. Был автором множества книг, брошюр и статей церковно-исторического, нравственно-богословского и социального характера.
Был дружен со своим однофамильцем митрополитом Софронием (Чавдаровым), который ухаживал за ним в период тяжёлой болезни, но скончался на неделю раньше.
Скончался 8 мая 1961 года в Софии. Похоронен в притворе на русенского Кафедрального храма Святой Троицы.